# 玉屏山庄
玉屏山庄，位于中国福建省福州市仓山区盖山镇阳岐村下岐村。
玉屏山庄建成于清同治初年，原为邳州知州、诗人叶大庄的故居，环玉屏山而建，规模宏大，占地面积1万多平方米。青砖门墙形似城垛，厅堂檐、柱使用楠木，雕刻精美，后庭花园怪石嶙峋，花木相映。严复晚年曾借住过玉屏山庄。
1983年，玉屏山庄公布为福州市文物保护单位。